# Brocchinia prismatica
Brocchinia prismatica är en gräsväxtart som beskrevs av Lyman Bradford Smith. Brocchinia prismatica ingår i släktet Brocchinia och familjen Bromeliaceae. Inga underarter finns listade i Catalogue of Life.